# Chama venosa
Chama venosa är en musselart som beskrevs av Reeve 1837. Chama venosa ingår i släktet Chama och familjen Chamidae. Inga underarter finns listade i Catalogue of Life.